# بث هایدن
بث هایدن (انگلیسی: Beth Heiden؛ زادهٔ ۲۷ سپتامبر ۱۹۵۹) ورزشکار اسکیت سرعت اهل ایالات متحده آمریکا است.
وی در مسابقات کشوری و بین‌المللی در مجموع برندهٔ ۴ مدال طلا، ۵ مدال نقره، ۲ مدال برنز شده‌است.